# Somerton (Arizona)
Somerton é uma cidade localizada no estado americano do Arizona, no condado de Yuma. Foi incorporada em 1918.

## Geografia
De acordo com o United States Census Bureau, a cidade tem uma área de 18,91 km², onde 18,88 km² estão cobertos por terra e 0,02 km² por água.

### Localidades na vizinhança
O diagrama seguinte representa as localidades num raio de 40 km ao redor de Somerton.

## Demografia
Segundo o censo nacional de 2010, a sua população é de 14 287 habitantes e sua densidade populacional é de 756,7 hab/km². Possui 4 052 residências, que resulta em uma densidade de 214,6 residências/km².